# Гилмен (станция)
Гилмен (англ. Gilman) — железнодорожная станция в городе Гилмен штата Иллинойс США.

## Дальнее следование по станции

### Амтрак
| № поезда     | Маршрут движения    | № поезда     | Маршрут движения    |
| ------------ | ------------------- | ------------ | ------------------- |
| 390 «Салюки» | Карбондейл — Чикаго | 391 «Салюки» | Чикаго — Карбондейл |
| 392 «Иллини» | Карбондейл — Чикаго | 393 «Иллини» | Чикаго — Карбондейл |

## Адрес вокзала
- 60983, США, штат Иллинойс, г. Гилмен, Ю-Эс-Хайвей/Уэст-Венона-стрит, 24